# Höcherbergweg
Der Höcherbergweg ist ein Wanderweg, der nach dem Höcherberg benannt ist und durch den Osten des Saarlands und den Süden von Rheinland-Pfalz verläuft. Der eigentliche Weg beginnt in Niederwürzbach im Saarland und endet in der pfälzischen Stadt Zweibrücken. Von dort aus wird er als nicht benannter Wanderweg des Pfälzerwald-Vereins bis in die südpfälzische Gemeinde Böchingen weitergeführt.

## Kennzeichnung
Das Wegzeichen sind zwei waagrechte Balken, von denen der obere rot und der untere weiß ist.

## Verlauf
Der Weg führt von Niederwürzbach durch das Sankt Ingbert-Kirkeler Waldgebiet nach Kirkel. Kurz dahinter führt der Weg an der Silbersandquelle vorbei. Über den Neunkircher Stadtteil Kohlhof erreicht der Weg bei Niederbexbach das Stadtgebiet von Bexbach mit dem Saarländischen Bergbaumuseum. Anschließend steigt der Höcherbergweg, dem Tal des Feilbachs folgend, an und führt nach Höchen. Von hier erreicht der Weg den namengebenden Berg, auf dem ein Wanderheim des Pfälzerwald-Vereins steht.
Vom Höcherberg aus verläuft der Weg weiter nach Waldmohr in Rheinland-Pfalz. Er überquert danach zwei weitere Male die Landesgrenze zum Saarland. Zunächst führt er in den Königsbruch nahe dem Homburger Stadtteil Bruchhof, verläuft unterhalb des Kehrbergs, passiert das Wanderheim Kehrberghütte und führt an den Ruinen des Schlosses Karlsberg vorbei nach Kirrberg und weiter nach Zweibrücken, wo der Rosengarten sehenswert ist.

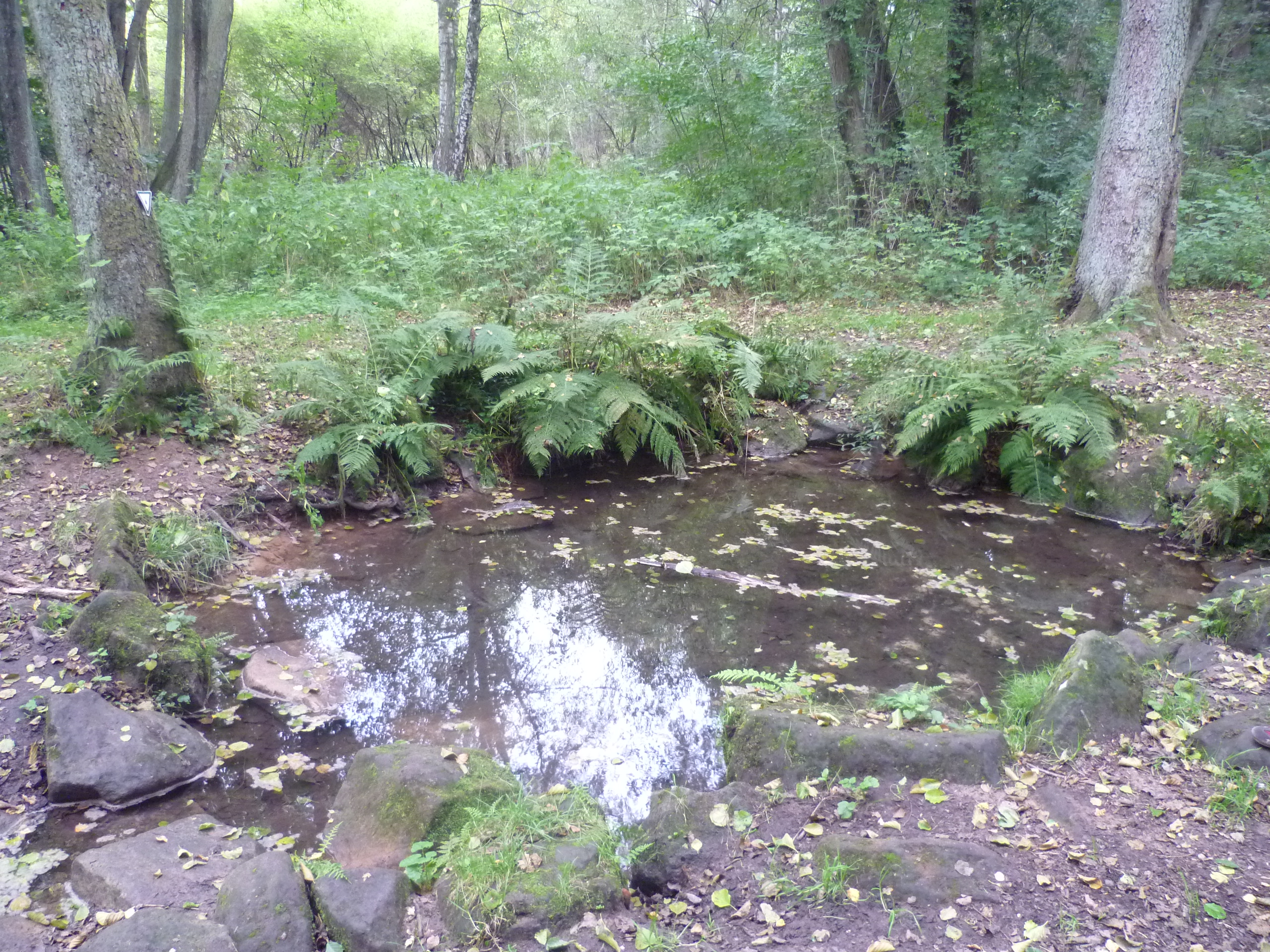
Silbersandquelle bei Kirkel
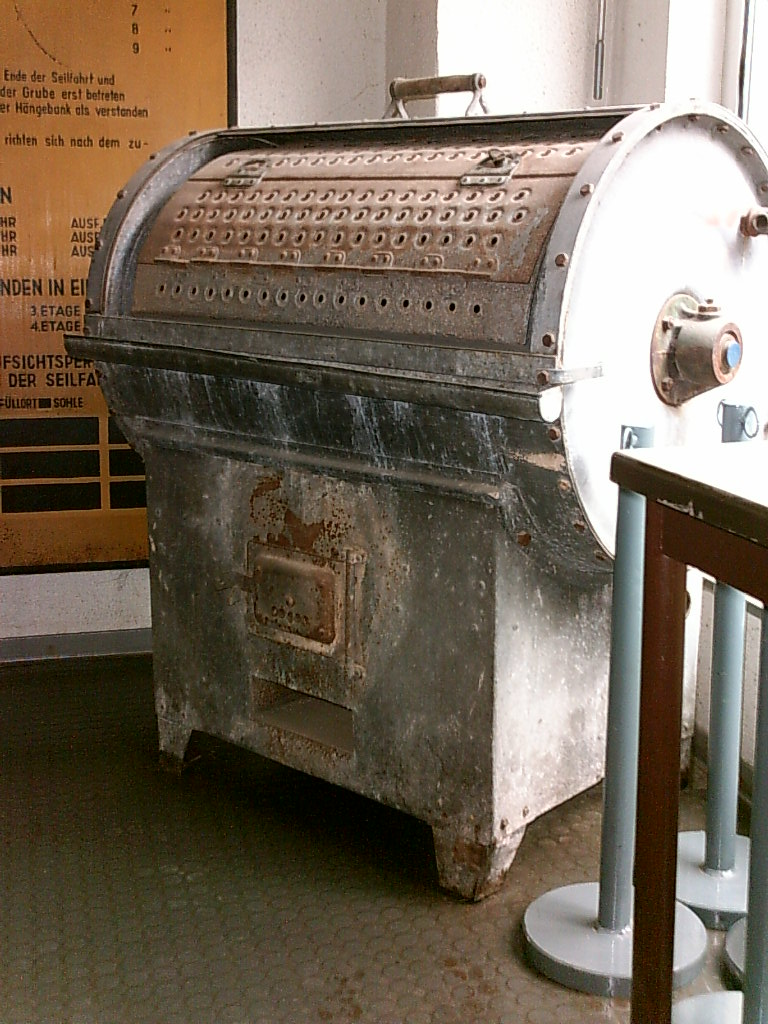
Bergbaumuseum in Bexbach
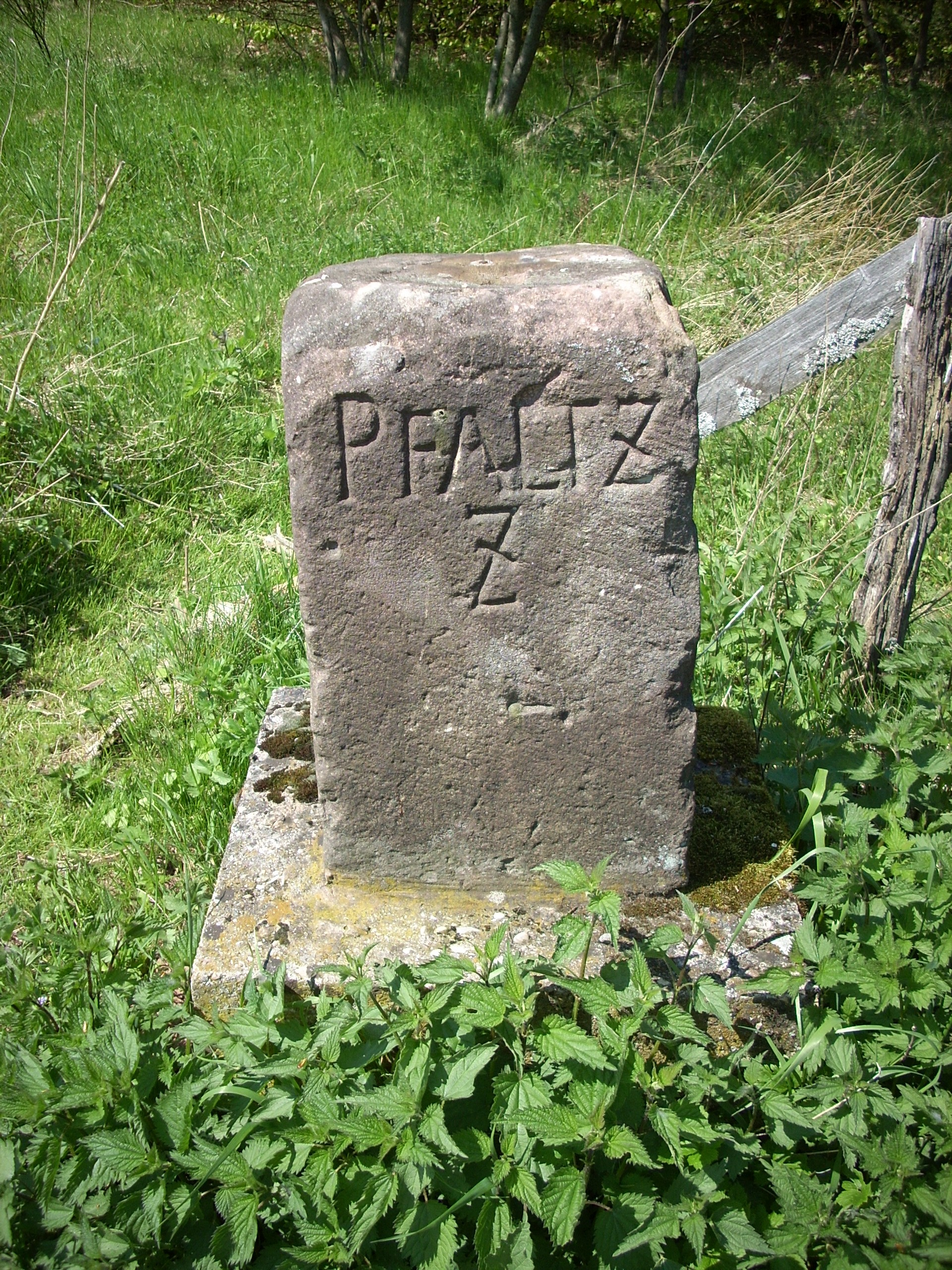
Grenzstein auf dem Höcherberg
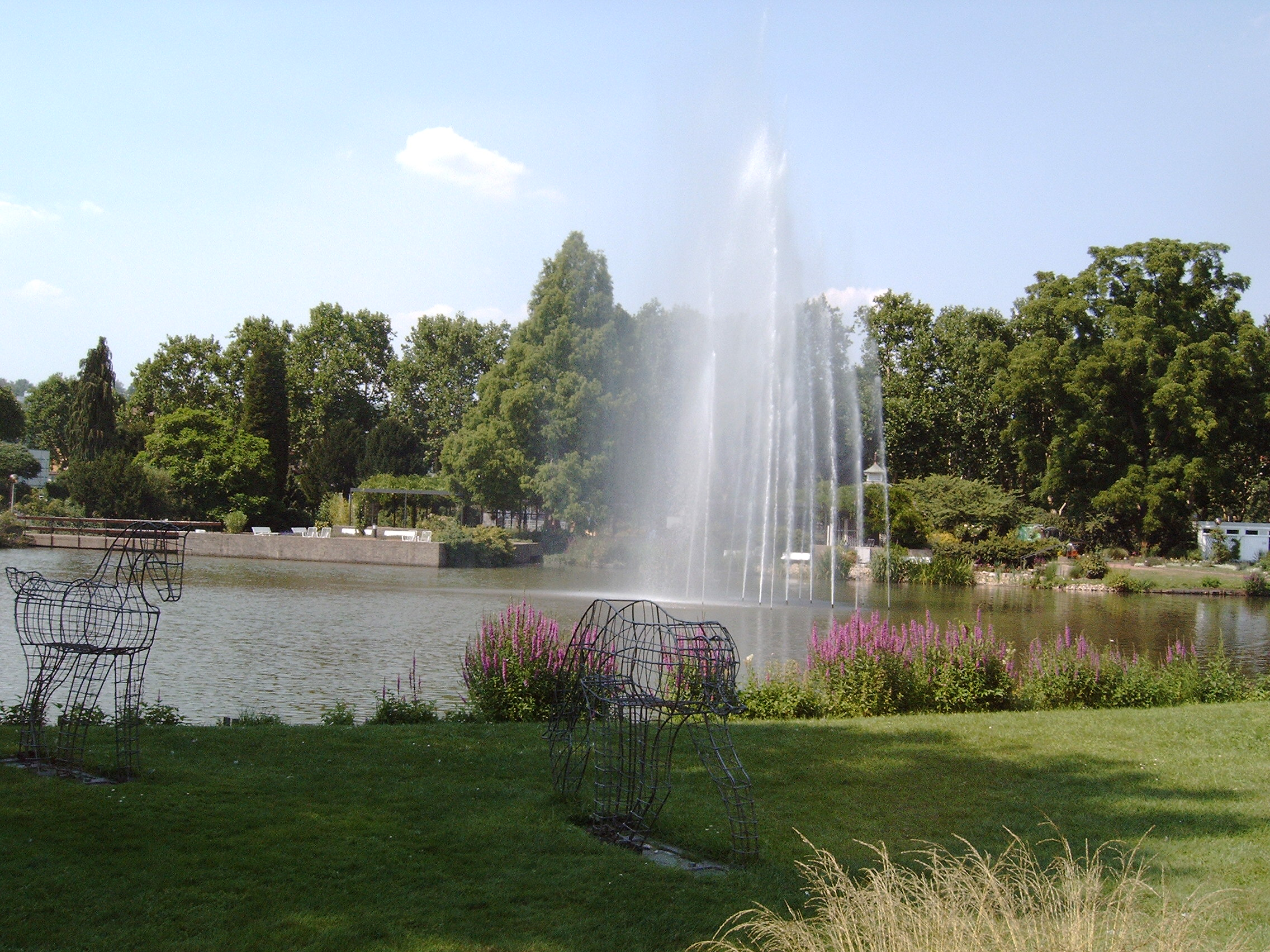
Rosengarten Zweibrücken

## Weiterführung der Markierung „rot-weißer Doppelstrich“

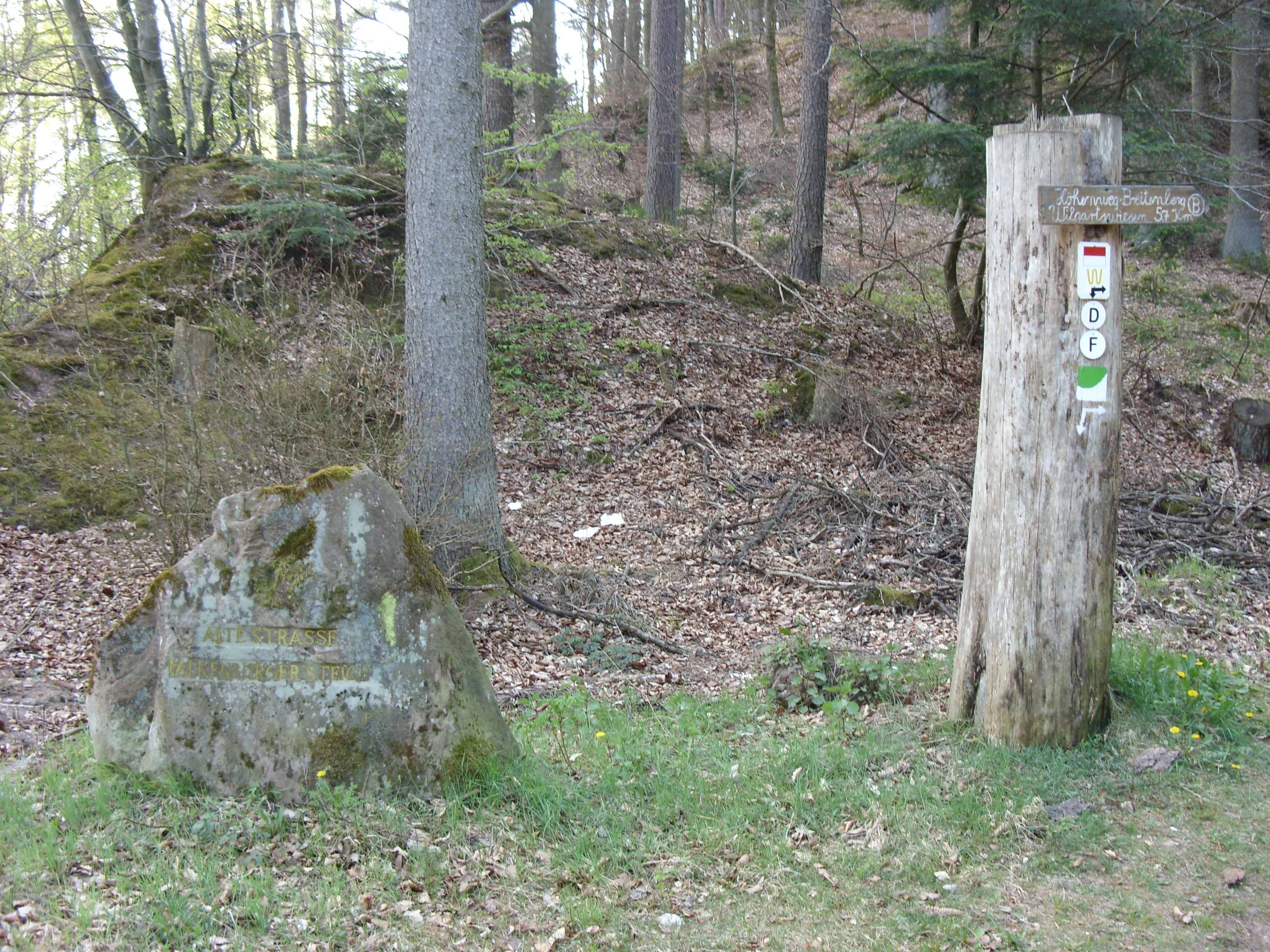
Wanderweg mit dem Ritterstein 224 im Wald von Wilgartswiesen zwischen Merzalben und Hermersbergerhof

Die Markierung „rot-weißer Doppelstrich“ wird als Wanderweg des Pfälzerwald-Vereins weitergeführt über die Hahnberghütte und Contwig entlang des südlichen Randes der Sickinger Höhe über den Flugplatz Pirmasens und Maßweiler nach Thaleischweiler-Fröschen. Der Weg führt fortan nach Süden und tritt entlang des Blümelsbachs und der Felsalb in den Wasgau ein, den Südteil des Pfälzerwalds. Über den zu Lemberg gehörenden Weiler Kettrichhof wird das Wanderheim Hohe List passiert. Weiter geht es über die Südflanke des Großen Samsbergs nach Fischbach bei Dahn und danach über die Täler von Fischbach sowie Roßbach entlang des Großen Eybergs nach Dahn. Anschließend streift der Weg den nördlichen Rand von Erfweiler, folgt dem Langenbach, passiert Hauenstein und verläuft zwischen Mischberg und Neding in Richtung Wilgartswiesen.
Dort nimmt er Kurs Richtung Norden und tritt in die Frankenweide ein, passiert den Katzenkopf und den Staufelkopf, ehe er den Weiler Hermersbergerhof erreicht. Einige Kilometer östlich verläuft er durch das Tal des Kaltenbachs, danach kreuzt er innerhalb des Wellbachtals die Bundesstraße 48. Er streift die Nordflanke des Almersberg, verläuft entlang des Dürrentalbach am Nordhang des Prestenberg. Über Eußerthal samt seinem gleichnamigen Kloster und Dernbach kommt er am Wandergasthof Dernbacher Haus und an der Landauer Hütte vorbei. Entlang des Hainbachs und unweit der Walddusche erreicht der Wanderweg, der danach aus dem Pfälzerwald austritt, zuerst Gleisweiler und schließlich den Endpunkt Böchingen.
Von Dahn bis Erfweiler und von Hauenstein bis zum Hermersbergerhof verläuft die Markierung zusammen mit dem Prädikatswanderweg Pfälzer Waldpfad.